# Ströms Vattudal
Ströms Vattudal (Vattudalen, förr även: Vassdalen) är en sjö i Strömsunds kommun i Jämtland och ingår i Ångermanälvens huvudavrinningsområde. Sjön är 73 meter djup, har en yta på 146 kvadratkilometer och befinner sig 286 meter över havet, samt avvattnas av vattendraget Faxälven.
Vattudalen sträcker sig från Kvarnbergsvattnet i norr, nära Gäddede vid norska gränsen, till Russfjärden vid Strömsund i söder där den rinner ut i Faxälven, nära Ulriksfors.

## Geografi
Från dammen vid Bågede, som utgör gräns mellan Vattudalens övre del, en genombrottsdal inom fjällområdet, med vattenytan belägen 294 m ö h, och sjöarna i Jämtlands silurområde ner till Russfjärden bildar de en naturlig kanal, 90 km lång, där den egentliga Vattudalen utgör 65 km.
Den egentliga Vattudalen (286 m ö.h.) har en medelbredd mellan de flacka och jämnlöpande stränderna av 3 km; störst i söder, norr om Öhn, 7 km. På flera ställen, t.ex. vid Bonäset, finns 10–13 m höga strandterrasser av lagrad sand och sandig lera; sjön verkar alltså vid slutet av istiden ha varit uppdämd av is. Sjön har två bäcken, skilda genom en tröskel av omkring 20 m. Redan vid sjöns nordända i Dragans mynning finns djup av 36 m, längre söderut (framför Gärdnäs) 55–60 m, mellan Näxåsen och 
Hillsand ända till 63 m. Maximidjupet i norra bäckenet (73 m) har mätts i sjöns "knä" strax norr om Vedjeön. Det södra bäckenet har sitt största djup, 65 m, utanför Bonäset. Väster om Öhn, i sjöns sydligaste del, är djupet 15 m och österut 22–23 m, och vid bron vid Strömsund mellan 15 och 20 m. Den nedre änden av sjön, Russfjärden, är endast några få meter djup.
Sjöar i Ströms Vattudal från Gäddede i norr och söderut: Kvarnbergsvattnet, Hetögeln, Fågelsjön, Sjulsvattnet, Torsfjärden, Svaningssjön, Ögelströmmen, Dragan och Russfjärden.

## Historia
Karl X Gustav planerade efter freden i Roskilde 1658 att med slussar göra hela leden ända från kusten segelbar, och på så sätt åstadkomma en lättare förbindelse med Trondheims län. I fredsfördraget i Roskilde erhöll Sverige Trondheims län, som i stort sett motsvarar Trøndelag fylke samt Nordmøre och Romsdal.
Den mycket livliga ångbåtstrafiken började i Vattudalen år 1870 med den första ångbåten ”Ströms Vattudal”. Den fortsatte, vad gäller persontrafik, fram till 1936 med ångbåten ”Virgo”, då den konkurrerades ut av den då snabbt växande biltrafiken.
Reguljär persontrafik fanns på linjen Strömsund–Bågede–Gäddede, där omlastning skedde i Bågede, och fortsatte sedan upp till Gäddede.
De många flottningsbåtarna fanns i trafik fram till och med sommaren 1982, då all timmerflottning i Vattudalen upphörde.

## Delavrinningsområde
Ströms Vattudal ingår i delavrinningsområde (710087-147945) som SMHI kallar för Utloppet av Ströms Vattudal. Medelhöjden är 321 meter över havet och ytan är 457,57 kvadratkilometer. Räknas de 743 avrinningsområdena uppströms in blir den ackumulerade arean 6 416,54 kvadratkilometer. Faxälven som avvattnar avrinningsområdet har biflödesordning 2, vilket innebär att vattnet flödar genom totalt 2 vattendrag innan det når havet efter 186 kilometer. Avrinningsområdet består mestadels av skog (55 procent). Avrinningsområdet har 146,19 kvadratkilometer vattenytor vilket ger det en sjöprocent på 31,9 procent. Bebyggelsen i området täcker en yta av 5,09 kvadratkilometer eller 1 procent av avrinningsområdet.

## Övrigt
Inlandsbanan passerar sjön nära dess södra ände, med station vid Ulriksfors. Europaväg E45 korsar sjön via snedkabelbron Strömsundsbron.
Prinsloppet (1971–1977) på Ströms Vattudal var Sveriges första skridsko-långlopp på naturis.
Vattnet i dalen avbildas uttryckligen i Strömsunds kommunvapen, trots att bilden i ett heraldiskt vapen egentligen aldrig skall föreställa specifika föremål.

## Bilder

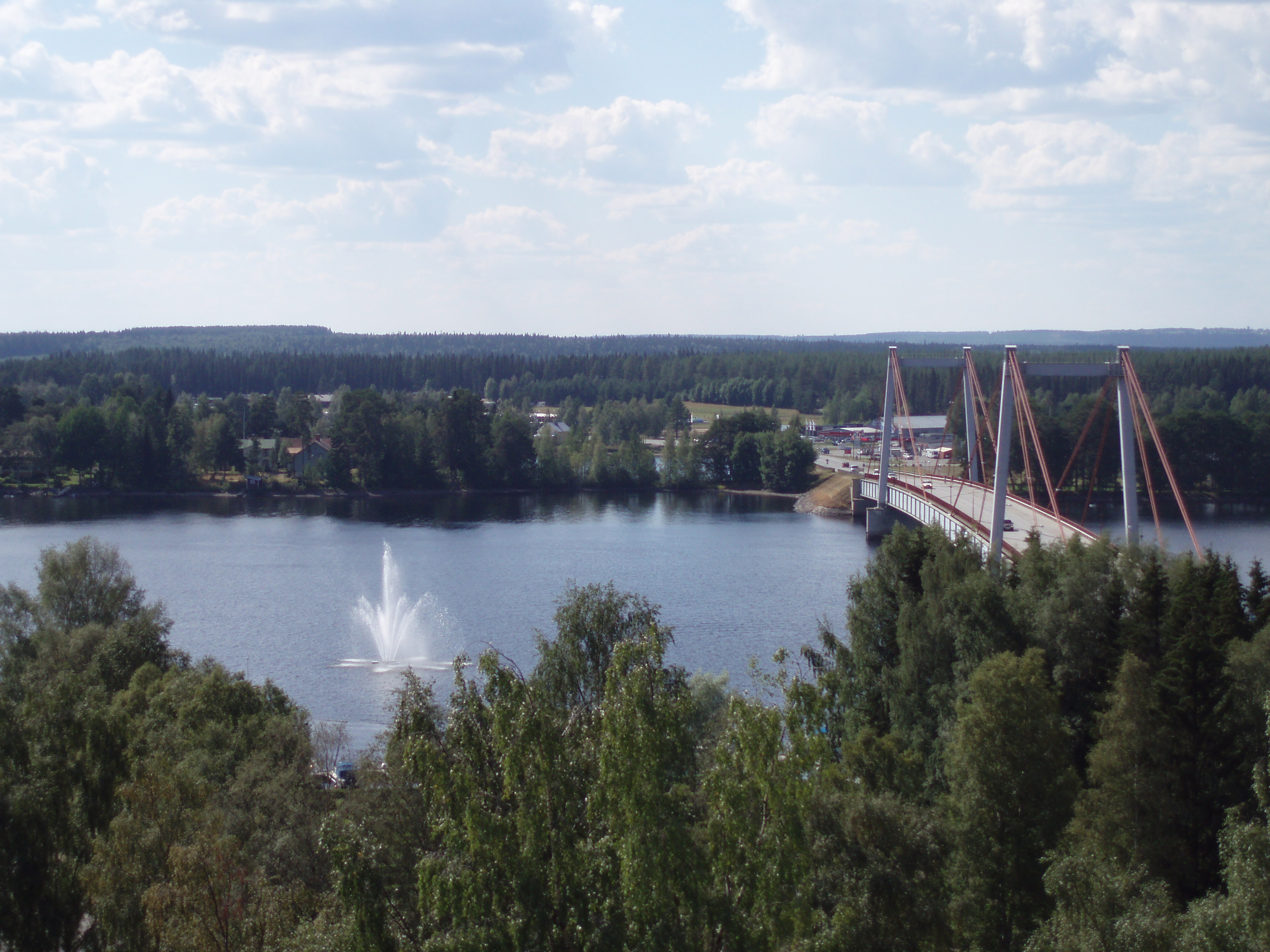
Strömsundsbron från Ströms kyrkas torn
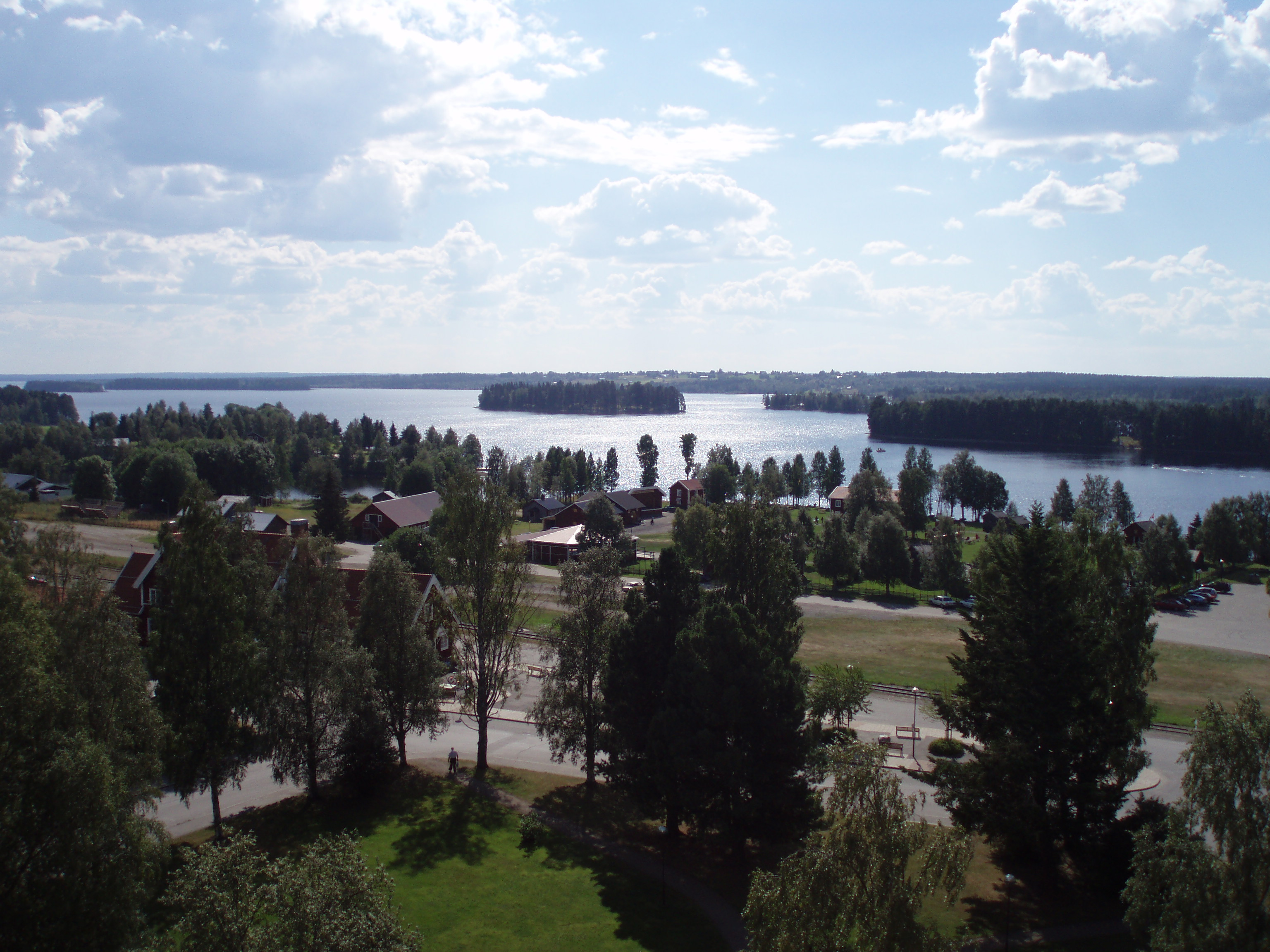
Russfjärden från Ströms kyrkas torn